# BAFTA
Брита́нская акаде́мия кино́ и телевизио́нных иску́сств (BAFTA, англ. The British Academy of Film and Television Arts) — независимая общественно-благотворительная организация Великобритании, а также собственно награды, которые вручаются этой институцией за достижения в области кинематографии, телевизионного искусства, компьютерных игр и искусства для детей.
Академия была образована 16 апреля 1947 года под руководством Дэвида Лина. В год образования и до 1976 года называлась Британской академией кино. В 1958 году к Киноакадемии примкнула Гильдия телевизионных продюсеров, а с 1976 года начала именоваться Британской академией кино и телевизионных фильмов. Лауреаты в качестве приза получают золотую маску.
Церемонии вручения кинематографических наград Британской академии кино и телевизионных искусств — наряду с присуждением премии «Золотой глобус», лауреатов которой выбирают члены Ассоциации иностранной прессы Голливуда, — являются своеобразной генеральной репетицией «Оскара», поскольку в большинстве случаев они предвосхищают итоги голосования членов Американской академии киноискусства.
Впервые премия была вручена в 1948 году в Лондоне. С 1998 года премия носила имя The Orange British Academy Film and Television Awards — компании — оператора сотовой связи Orange, которая была официальным спонсором церемонии вручения наград в течение 15 лет. С 2012 года титульным спонсором стал мобильный оператор EE Limited. C 2001 года были смещены сроки проведения торжества — с апреля на февраль, с тем, чтобы церемония вручения премий BAFTA предшествовала церемонии вручения премий «Оскар».

## Номинации

### В области кинематографии
- Лучший фильм: с 1948 года

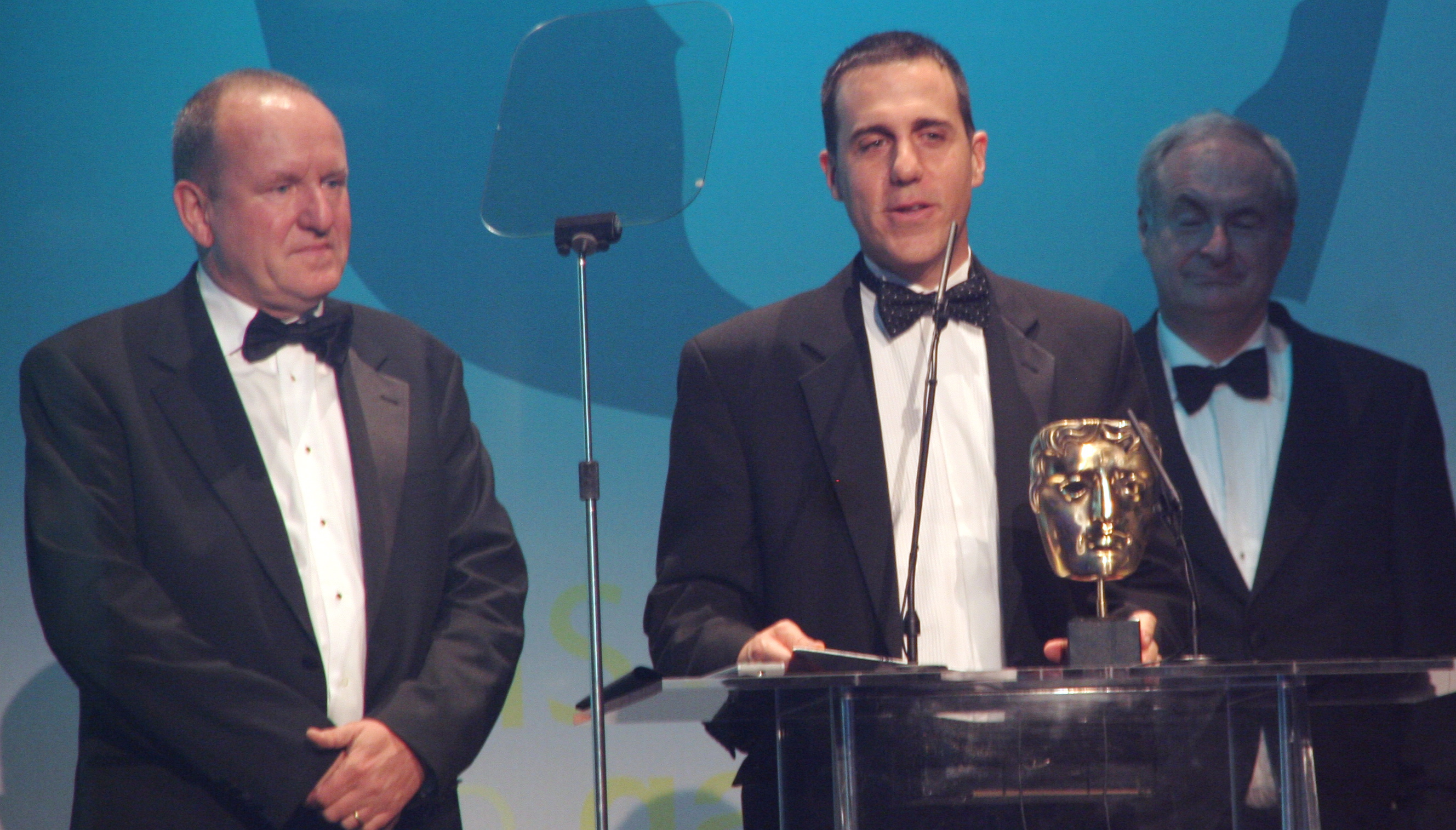
Церемония вручения премии BAFTA — 2006 год. Ян Ливингстон и Гамбаччини, Пол

- Выдающийся британский фильм года: 1948—1968, 1992-н. в.
- Лучший неанглоязычный фильм: с 1983 года
- Лучший документальный фильм: 1948—1989, 2012-н. в.
- Лучший анимационный фильм: с 2006 года
- Лучший короткометражный фильм: с 1980 года
- Лучший короткометражный анимационный фильм: с 1990 года
- Лучший дебют британского сценариста: с 1998 года
- Лучшая режиссура: с 1968 года
- Лучший адаптированный сценарий: с 1984 года
- Лучший оригинальный сценарий: с 1984 года
- Лучшая мужская роль: с 1968 года
- Лучшая женская роль: с 1968 года
- Лучшая мужская роль второго плана: с 1969 года
- Лучшая женская роль второго плана: с 1969 года
- Лучшая операторская работа: с 1969 года
- Лучший монтаж: с 1968 года
- Лучший дизайн костюмов: с 1969 года
- Лучшая работа художника-постановщика: с 1969 года
- Лучший грим и причёски: с 1983 года
- Лучшая музыка к фильму: с 1969 года
- Лучший звук: с 1969 года
- Лучшие визуальные эффекты: с 1983 года
- Лучший кастинг: с 2020 года
- Восходящая звезда: с 2006 года

### В области видеоигр
Впервые BAFTA признала компьютерные игры и интерактивное медиа на первой церемонии вручения наград BAFTA Interactive Entertainment Awards в 1998 году. Первыми победителями стали GoldenEye 007, Gran Turismo и интерактивная комедия MindGym, показанная на веб-сайте BBC News Online.
В 2003 году церемония была разделена на Премию Британской Академии в области видеоигр (англ. British Academy Video Games Awards) и BAFTA Interactive Awards, но после проведения двух церемоний из-за явного предпочтения зрителей к церемонии награждения компьютерных игр вторая категория была прекращена и удалена из публикуемых материалов BAFTA.
В 2006 году оргкомитет BAFTA приравнял статус компьютерных игр к фильмам и телевидению и стал показывать церемонию награждения по телевидению, которая впервые транслировалась 5 октября 2006 года.

### Премия «Британия»
В 1947 году было создано подразделение BAFTA в Лос-Анджелесе (BAFTA / LA), как профессиональная организация для создания и продвижения совместных англо-американских проектов в области кино и телевидения, а также повышении уровня влияния культуры Великобритании на широкую аудиторию зрителей в США. В 1989 году была учреждена премия «Британия» за личные достижения в сфере кинобизнеса.
С 1999 года, в связи с одновременным повышением интереса к премии со стороны масс-медиа и спонсоров, количество номинаций было увеличено. В различные годы учреждались: премия «Британии» имени Стэнли Кубрика за выдающиеся достижения в кино, премия «Британии» имени Аарона Спеллинга за выдающиеся достижения на телевидении, премия «Британия» за достижения в области рекламы и т. д. Для повышения престижа премии для её вручения приглашаются высокопоставленные гости, в том числе и из королевской семьи. Так, в 1993 году Мартин Скорсезе получил премию из рук принца Эдварда, а в 2001 году Стивен Спилберг — от принца Эндрю.
В разные годы лауреатами премии становились Питер Устинов, Энтони Хопкинс, Дастин Хоффман, Джон Траволта, Джордж Лукас, Хью Грант, Том Хэнкс, Клинт Иствуд, Роберт Де Ниро и другие. Церемония вручения проходит в Лос-Анджелесе ежегодно (за исключением 1991 и 1994 года) в октябре или ноябре в виде торжественного ужина с ограниченным количеством приглашённых, отобранных по профессиональному признаку.

## Правила
В июле 2020 года BAFTA на своём официальном сайте сообщила о намерении внедрения «стандартов разнообразия» (англ. diversity standards), в оценку игр; и в частности — запуск пилотных стандартов BFI Diversity для британской игровой категории.

BAFTA просит участников в категории «Британская игра» принять участие в этом эксперименте с целью введения стандартов разнообразия как части правил и норм для будущих наград. Участникам будет предложено провести «самооценку» в соответствии с критериями Стандартов разнообразия игр BFI, прежде чем они будут внедрены в будущем. Право на получение Премии 2021 года не будет затронуто.

Перечень предложенных правил включает:
- Гендерный баланс персонажей, близкий к 50/50;
- 20 % персонажей из разных этнических групп;
- 10 % представителей ЛГБТК+;
- 7 % персонажей, общающихся на языке жестов, и персонажей с инвалидностью;
- Значительное количество персонажей из разных регионов;
- Значительное количество персонажей из сообществ с низким социально-экономическим положением.

Пилот BFI Diversity Standards для игр.